# 크리스토프 이너호퍼
크리스토프 이너호퍼(독일어: Christof Innerhofer, 1984년 12월 17일~)는 이탈리아의 알파인 스키 선수이다. 올림픽에 4번 참가하여 2014년 동계 올림픽에서 은메달과 동메달을 획득했다.